# پلیتزش (دهانه)
پلیتزش یک دهانه برخوردی در ماه‌ است.

## دهانه‌های اقماری
این دهانه ۲ دهانه اقماری دارد.
| Palitzsch | عرض جغرافیایی | طول جغرافیایی | قطر          |
| --------- | ------------- | ------------- | ------------ |
| A         | ۲۶.۹° S       | ۶۵.۸° E       | ۳۱.۰ کیلومتر |
| B         | ۲۶.۴° S       | ۶۸.۴° E       | ۳۹.۰ کیلومتر |